# سبك الأحد
سُبك الأحد إحدى قرى مركز أشمون التابع لمحافظة المنوفية بجمهورية مصر العربية، ومن أعلامها تقي الدين السُبكي وتاج الدين السُبكي من علماء الأزهر الشريف ومحمود خطاب السبكي مؤسس الجمعية الشرعية والداعية محمد سعيد رسلان.

## التاريخ
ذكر محمد رمزي في كتابه القاموس الجغرافي للبلاد المصرية أن سبك الأحد من القرى القديمة، حيث رجّح رمزي أنها هي قرية «Sip» التي كانت موجودة قبل الفتح الإسلامي لمصر، والتي ذكر أميلينو في جغرافيته أنها بالقرب من أشمون جريس، ولم يستدل على موقعها. وقد ذكرها ابن حوقل في كتابه «المسالك والممالك» باسم «سبك العبيد»، كما رجّح رمزي أن سبك الأحد هي قرية «سكاف» التي ذكرها الإدريسي في كتابه نزهة المشتاق في اختراق الآفاق بين منوف العليا وشطنوف، وقال عنها: «هي قرية حسنة شاملة لأهلها محدقة بخيرها متصلة عماراتها». وقد ورد اسمها في «قوانين ابن مماتي» وفي «تحفة الإرشاد» باسم «سبك العبيد»، كما ذكر ابن الجيعان سبك العبيد في كتابه «التحفة السنية بأسماء البلاد المصرية»، أنها من الأعمال المنوفية، وأن مساحتها 2,946 فدان.
وقد وردت اسمها الحديث «سبك الأحد» في تربيع سنة 933هـ/1527م، نظرًا لانعقاد سوقها الأسبوعي يوم الأحد. وقد ذكرها علي باشا مبارك في كتابه «الخطط التوفيقية» باسم «سبك العويضات»، وقال أنها من قرى مديرية المنوفية بقسم سبك، وأن بها جامعان وعدة زوايا للصلاة، ويمتهن أهلها الزراعة والتجارة، وصناعة القلانس الصوف. أما سبب تسميتها بسبك العويضات، فجاء نسبة إلى جماعة من أهلها يقال لهم العويضات نُسبوا لجدّ لهم اسمه عويضة.
وفي سنة 1259هـ/1843م، فُصلت ناحية من سبك الأحد إداريًا تحت اسم «كفر العويضات»، ثم فُصلت ناحية «حصة سبك» سنة 1261هـ/1845م، ثم ناحية «كفر المرازقة» سنة 1265هـ/1849م. ثم أُلغيت تلك النواحي سنة 1319هـ/1901م، وتم ضمها مجددًا تحت كيان واحد باسم «سبك الأحد وحصتها وكفر المرازقة وكفر العويضات».

## السكان
بلغ عدد سكان سبك الأحد وحصتها وكفر المرازقة وكفر العويضات 23,763 نسمة، حسب الإحصاء الرسمي لعام 2006.